# Louiza (metrostation)
Louiza (Frans: Louise) is een station van de Brusselse metro en een halte van de Brusselse tram gelegen in de Brusselse gemeenten Sint-Gillis en Brussel-stad.

## Geschiedenis
Het ondergrondse premetrostation opende op 19 augustus 1985 onder de naam Louizaplein/Place Louise ter verlenging van de premetrolijn vanuit het station Naamsepoort. Op 2 oktober 1988 werden de perrons verhoogd en het premetrostation omgebouwd tot een volwaardige metrostation terwijl  de naam van het station gewijzigd werd naar Louiza/Louise.
Sinds de herziening van het metronet in 2009 rijden metrolijnen 2 en 6 in dit station.
Op de verdieping -3 is een spookstation aanwezig voor de nooit gebouwde metrolijn 4 samen met een stukje metrotunnel. Dit gedeelte is uiteraard niet toegankelijk voor de gewone reiziger.

## Situering
Het station gelegen onder het Louizaplein in de Kleine Ring van Brussel, nabij het Justitiepaleis, het Poelaertplein en de Louizalaan gekend als een exclusieve winkelstraat.
Bovengronds is de halte Louiza het zwaartepunt van de tramlijnen van de Koningsstraat, 92 en 93. Bovendien is het de eindhalte van tramlijn 8 en 97, die het centrum verbinden met respectievelijk de halte Roodebeek en Dieweg. Het begin van de Louizalaan, tussen de haltes Louiza en Stefania, is een grote flessenhals voor het verkeer: de drie tramlijnen komen er samen en er is ook een hoop autoverkeer. Er worden vaker plannen geuit om deze flessenhals aan te pakken; in sommige plannen zou het begin/einde van de Louizalaan autovrij gemaakt worden om de trams vrij te kunnen laten rijden; in andere plannen zou het bovengenoemde stukje ongebruikte metrotunnel uitgebreid worden en gebruikt om de flessenhals te vermijden, een kort stukje premetro dus.

## Kunst
De tussen straat- en perronniveau gelegen stationshal kent diverse uitgangen. Een daarvan, leidend naar de Waterloolaan (binnenring), wordt bereikt via een diepe voetgangerstunnel onder een van de vele autotunnels die de kleine ring rijk is. Deze toegang is versierd met het kunstwerk La Terre en fleur van de Belgische kunstenaar Edmond Dubrunfaut. Het wandtapijt en de keramische panelen verwijzen naar de bedreiging van de natuurlijke diversiteit. In de stationshal bevindt zich de wandschildering Droom van Poelaert van de Vlaming Marcel Maeyer, een tweetalige tekst die verwijst naar de omgeving van het station.

## Afbeeldingen

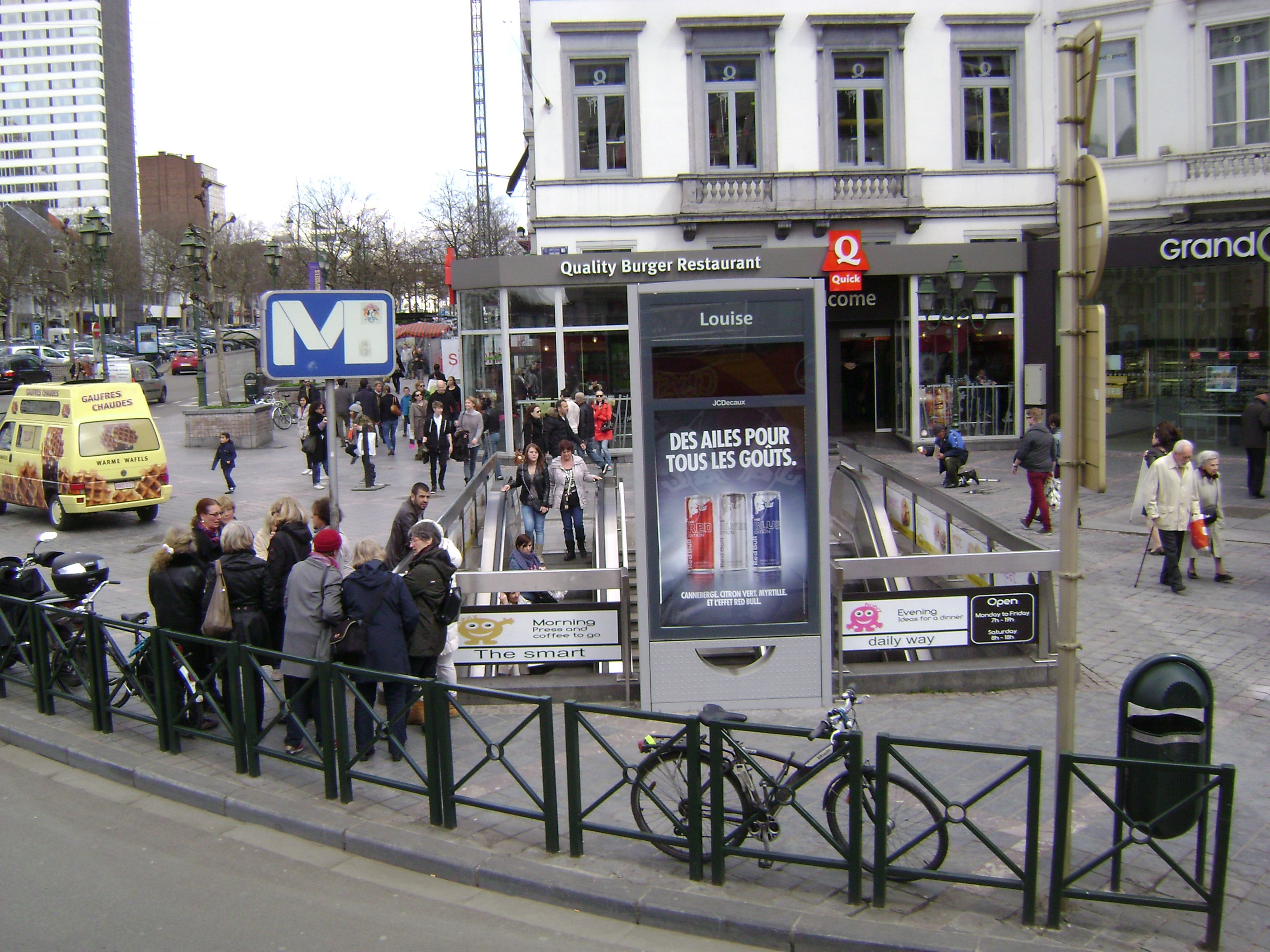
Ingang van het station op de Gulden Vlieslaan
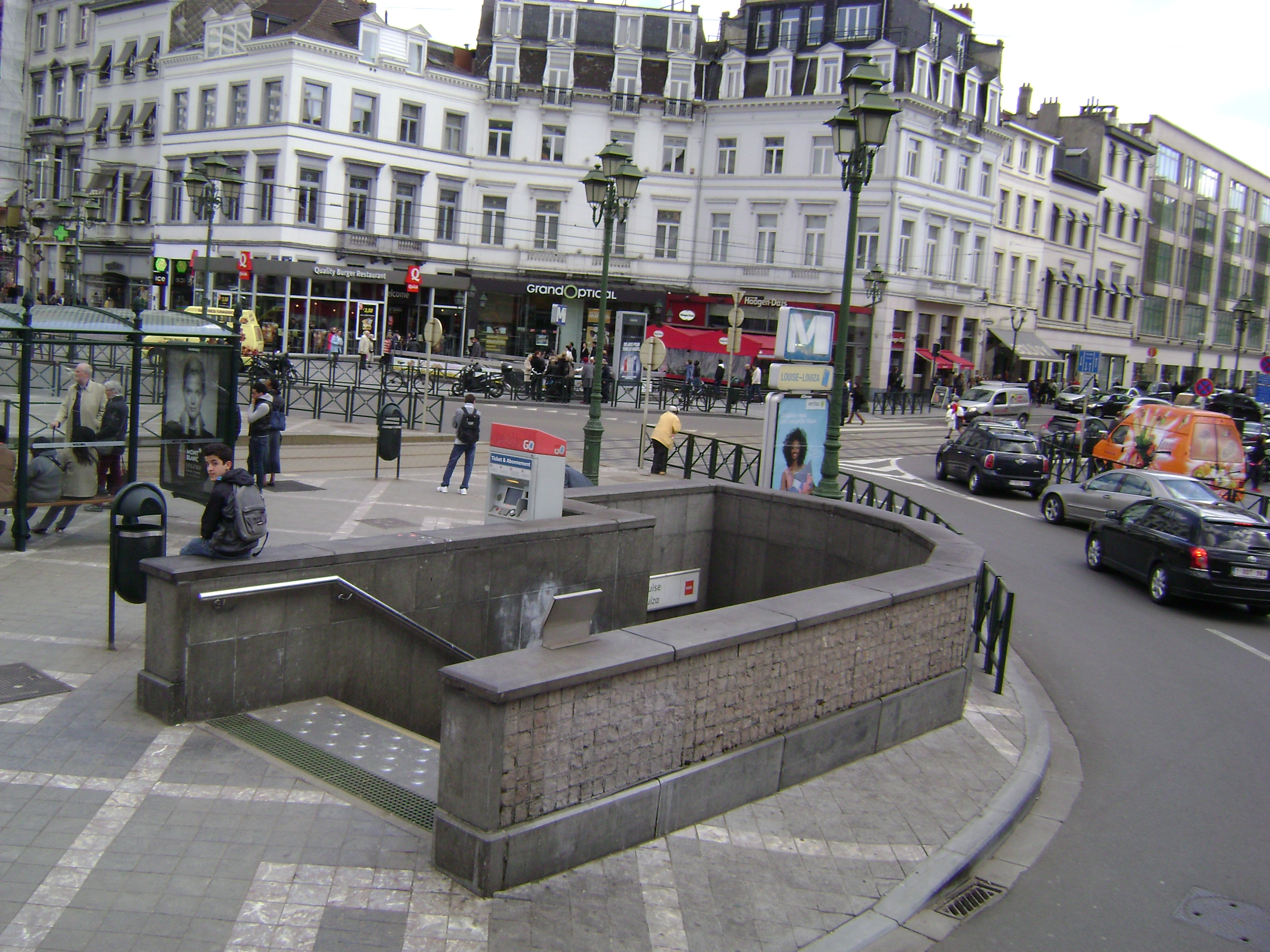
Ingang op het rondpunt met aansluiting voor de tram
Kunst door Edmond Dubrunfaut